# B3 Biennale des bewegten Bildes 2017
Die B3 Biennale des bewegten Bildes ist ein alle zwei Jahre, seit 2019 jährlich in Frankfurt am Main stattfindendes crossmediales Film- und Kunstfestival. Die Biennale von 2017 fand vom 29. November bis 3. Dezember in Frankfurt am Main mit den Schwerpunkten Kunst, Film, Games und Virtual Reality statt. Das Festival konnte laut Angaben des Veranstalters circa 43.000 Besucher verzeichnen.

## Beschreibung
Im Zentrum des Festivals stand die Leitausstellung zum Thema „On Desire“ im FOUR Frankfurt, in der Kunst- und Medienschaffende ihre aktuellen Projekte zum Bewegtbild und zum menschlichen Begehren präsentierten. Neben Filmscreenings und Kunstausstellungen konnten Virtual-Reality-Screenings, -Installationen und ein FullDome-Kino besucht werden. Am begleitenden Konferenzprogramm nahmen circa 250 Künstler, Medienschaffende und Wissenschaftler teil und diskutierten unterschiedliche Positionen zum Bewegtbild. Die Biennale wurde 2017 vom Land Hessen mit einem Budget von 640.000 € gefördert.

## B3 BEN Award
Die B3 BEN Awards wurden am 3. Dezember 2017 ausgelobt. Darunter ging der Hauptpreis "Lifetime Achievement Award" an den litauisch-amerikanischen Filmemacher Jonas Mekas und die deutsche Kunstsammlerin Ingvild Goetz.
| Kategorie                              | Preisträger        | Titel             | Land           |
| -------------------------------------- | ------------------ | ----------------- | -------------- |
| Lebenswerk                             | Jonas Mekas        | Jonas Mekas       | Litauen, USA   |
| Lebenswerk                             | Ingvild Goetz      | Ingvild Goetz     | Deutschland    |
| Bester Langfilm                        | Jordan Canning     | Suck it Up        | Kanada         |
| Bester Kurzfilm                        | Barney Cokeliss    | Night Dancing     | Großbritannien |
| Bester Kurzfilm                        | Junichi Kanai      | Cycle Cycle       | Japan          |
| Beste VR/ARD-Produktion                | Andrej Boleslavsky | Dust              | Tschechien     |
| Beste VR/ARD-Produktion                | Mathieu Pradat     | Proxima           | Frankreich     |
| Beste zeitbasierte und immersive Kunst | Ann Oren           | The World is Mine | Israel         |
| Emerging Talent                        | Claudia Malecka    | Escapism          | Deutschland    |

## Film-, VR- und Kunstprogramm 2017

### Langfilmprogramm
| Titel                                     | Regisseur                              | Land                   | Jahr |
| ----------------------------------------- | -------------------------------------- | ---------------------- | ---- |
| California Dreams                         | Mike Ott                               | USA                    | 2017 |
| Did You Wonder Who Fired The Gun?         | Travis Wilkerson                       | USA                    | 2017 |
| Family (Mishpacha)                        | Veronica Kedar                         | Israel, Deutschland    | 2017 |
| Porcupine Lake                            | Ingrid Veninger                        | Kanada                 | 2017 |
| Pornocracy                                | Ovidie                                 | Frankreich             | 2017 |
| Queercore: How to Punk a Revolution       | Yony Leyser                            | USA                    | 2017 |
| Scaffolding (Pigumim)                     | Matan Yair                             | Israel, Polen          | 2017 |
| Shadow World                              | Johan Grimonprez                       | USA, Belgien, Dänemark | 2016 |
| Suck it Up                                | Jordan Canning                         | Kanada                 | 2017 |
| Superlovers                               | Guilhem Amesland                       | Frankreich             | 2017 |
| The Shape of Water                        | Guillermo del Toro                     | USA                    | 2017 |
| The World is Mine                         | Ann Oren                               | Israel, Deutschland    | 2017 |
| Three Billboards Outside Ebbing, Missouri | Martin McDonagh                        | UK, USA                | 2017 |
| Wonderstruck                              | Todd Haynes                            | USA                    | 2017 |
| Yellow (Zard)                             | Mostafa Taghizadeh                     | Iran                   | 2017 |
| 78/52                                     | Alexander O. Philippe                  | USA                    | 2017 |
| Caniba                                    | Lucien Castaing-Taylor, Verena Paravel | Frankreich             | 2017 |

### Kurzfilmprogramm
| Titel                                  | Regisseur                    | Land                                      | Jahr |
| -------------------------------------- | ---------------------------- | ----------------------------------------- | ---- |
| Night Dancing                          | Barney Cokeliss              | 2016                                      | UK   |
| Cycle-Cycle (Saikuru-Saikurur)         | Junichi Kanai                | Japan                                     | 2017 |
| Au revoir Balthazar                    | Rafael Sommerhalder          | Schweiz                                   | 2016 |
| The Egg                                | Nadav Direktor               | Israel                                    | 2016 |
| 0,5 sqm                                | Tobias Wilhelm               | Deutschland                               | 2016 |
| Red and Blue Ball                      | Billie Maya Johansen         | Dänemark                                  | 2017 |
| Recall                                 | Dániel Reich                 | Ungarn                                    | 2017 |
| Serval and Chaumier, Master of Shadows | Arthur Gosset, Bastien Daret | Frankreich                                | 2016 |
| Late Season                            | Daniela Leitner              | Österreich, Frankreich, Italien, Portugal | 2017 |
| Where the City can’t see               | Liam Young                   | UK                                        | 2016 |
| Renderlands                            | Liam Young                   | UK                                        | 2017 |
| Noitulos Edicius                       | Willie Stewart               | USA                                       | 2017 |
| Indian                                 | Balazs Simonyi               | Ungarn, Frankreich                        | 2016 |
| The Fruit of Desire                    | Thierry Pradervand           | Schweiz                                   | 2016 |
| Zu Gast bei Freunden                   | Luisa Ricar                  | Schweiz                                   | 2017 |
| Stumm                                  | Elena Brodach                | Russland                                  | 2016 |
| For a good time                        | Aemilia Scott                | USA, Deutschland                          | 2016 |
| Next                                   | Elena Brodach                | Russland                                  | 2016 |

### Kurzfilme der Filmuniversität Babelsberg
| Titel                                            | Regisseur          | Land        | Jahr |
| ------------------------------------------------ | ------------------ | ----------- | ---- |
| Ela - Skizzen zum Abschied                       | Oliver Adam Kusio  | Deutschland | 2017 |
| Ob sich die Sehnsucht vererbt                    | Gitte Hellwig      | Deutschland | 2015 |
| Café d’amour - Eine pixilierte Slapstick Komödie | Benedikt Toniolo   | Deutschland | 2016 |
| Wurst                                            | Josefine Häßler    | Deutschland | 2015 |
| Blaue Stunde Sehnsucht                           | Sophia Bösch       | Deutschland | 2016 |
| Teer                                             | Leonie Krippendorf | Deutschland | 2013 |

### Virtual Reality-Programm
| Titel                                     | Regisseur                                                            | Land         | Jahr | Medium          |
| ----------------------------------------- | -------------------------------------------------------------------- | ------------ | ---- | --------------- |
| Proxima                                   | Mathieu Pradat                                                       | Frankreich   | 2016 | VR-Film         |
| Chromatica                                | Flavio Costa                                                         | Italien      | 2017 | VR-Film         |
| Heal Tomorrow                             | Romain Chassaing                                                     | Frankreich   | 2016 | VR-Film         |
| Lifeline                                  | Victor Michelot                                                      | Frankreich   | 2017 | VR-Film         |
| Bloodless                                 | Gina Kim                                                             | Korea, USA   | 2017 | VR-Film         |
| Denoise (Beautiful Things)                | Giorgio Ferrero, Frederico Biasin                                    | Italien      | 2017 | VR-Film         |
| Dolphin Man                               | Benôit Lichte                                                        | Frankreich   | 2017 | VR-Film         |
| Alteration                                | Jerôme Blanquet                                                      | Frankreich   | 2017 | VR-Film         |
| Gaugin - Entdeckungsreise zum eigenen ich | Paul Gauguin                                                         | Deutschland  | 2017 | VR-Film         |
| World War A: Aliens                       | Andreas Gutzeit                                                      | Frankreich   | 2017 | VR-Film         |
| Melita                                    | Nicolás Alcalá                                                       | USA, Spanien | 2017 | VR-Installation |
| Self Study                                | Daniel Landau in Collaboration with Maya Magnat                      | Israel       | 2017 | VR-Installation |
| Snatch VR Heist Experience                | Nicolás Alcalá, u. a.                                                | USA, Spanien | 2017 | VR-Installation |
| Where's Joe                               | Georgi Krastev, Stefan Kreller, Aaron Farkas, Dennis Stein-Schomburg | Deutschland  | 2017 | VR-Installation |
| The Sands                                 | Justin Berry                                                         | USA          | 2017 | VR-Installation |

### FullDome-Filmprogramm
| Titel                                                        | Regisseur                                     | Land                    | Jahr |
| ------------------------------------------------------------ | --------------------------------------------- | ----------------------- | ---- |
| Six minutes of your life that you’ll never get back          | Dave Hughes, Million Monkeys Inc.             | UK, USA                 | 2016 |
| Scalarat                                                     | Nicolas Gebbe                                 | Deutschland             | 2015 |
| Das Ende eines langen Tages                                  | Christian Öhl                                 | Deutschland             | 2015 |
| After Cherenkov                                              | Masashige Lida                                | Japan                   | 2016 |
| Ride.Zero                                                    | Dominic St.Amant, Oliver Rhéaume              | Kanada                  | 2014 |
| Jalousien                                                    | Aljoscha Seuss                                | Deutschland             | 2015 |
| Hidden Garden                                                | Fusaka Baba                                   | Japan                   | 2017 |
| Beat                                                         | Tim Seger                                     | Deutschland             | 2014 |
| Nachtmahr                                                    | Elia Hüneburg                                 | Deutschland             | 2017 |
| Samskara                                                     | George Aistov                                 | Thailand, USA           | 2015 |
| My Little Brother Jimmy                                      | Thomas Bannier                                | Deutschland             | 2015 |
| Infinite Horizons                                            | Diana Reichenbach                             | USA                     | 2016 |
| Periods of Space                                             | Thomas Hochwallner                            | Österreich              | 2017 |
| The Secret World of Moths                                    | Hannes Vartiainen, Pekka Veikkolainen         | Finnland                | 2016 |
| Lovr                                                         | Aaron Bradbury                                | UK                      | 2017 |
| Experiment                                                   | Kate Ledina                                   | Deutschland             | 2017 |
| Space Eliminator                                             | Shansu Li, Sujing Lin                         | Deutschland             | 2017 |
| It's You                                                     | Katrin Dittmayer                              | Deutschland             | 2015 |
| CTRL2ESC                                                     | Johannes Lampert, Laurus Edelbacher           | Österreich              | 2017 |
| Die Wundertrommel                                            | Robert Becker                                 | Deutschland             | 2014 |
| Protokoll_001                                                | Sriram Srivigneswaramoorthy                   | Deutschland             | 2016 |
| Circus of Anxiety                                            | Emily Briselden-Waters, Lisa J. Burges        | UK                      | 2017 |
| Multiverse/s                                                 | Patrick Pomerleau, Sean Caruso                | Kanada                  | 2015 |
| Geosynchratic                                                | Katrin Dittmayer                              | Deutschland             | 2015 |
| Melancholia: Faces of Emptiness                              | Joanna Saleta                                 | Polen                   | 2017 |
| Aurelio                                                      | Johannes Ott, Theresa Worm, Gawan Fabel       | Deutschland             | 2016 |
| Blind World of Little Karl May                               | Jingyi Li                                     | Deutschland             | 2017 |
| Das indianische Meisterstück                                 | Raphael Schardt                               | Deutschland             | 2017 |
| Durch die Wüste                                              | Kei Kitamura                                  | Deutschland             | 2017 |
| Unter Wasser                                                 | Esra Demiral                                  | Deutschland             | 2017 |
| The Village                                                  | Ulas Yener                                    | Deutschland             | 2017 |
| Transparent Machine                                          | Beeple                                        | USA                     | 2016 |
| Flowers of Afterimage                                        | Fusako Baba, Asako Miyaki                     | Japan                   | 2015 |
| Resonance Boreale                                            | Dominic St.Amant, Bruno Colpron, Roman Zavada | Kanada                  | 2016 |
| Escape                                                       | Laszlo Bordos, Jóhann Johannson               | Ungarn, Island          | 2016 |
| Tim                                                          | Nicolas Noël Jodoin, Joël-Aimé Beauchamp      | Kanada                  | 2016 |
| Isometric                                                    | Julius Horsthuis                              | Niederlande, Frankreich | 2016 |
| Cernunnos                                                    | Sean Caruso                                   | Kanada                  | 2016 |
| Der Mond - Ein Märchen unter Sternen                         | Robert Sawwalisch                             | Deutschland             | 2016 |
| The Secrets of Gravity - In the Footsteps of Albert Einstein | Peter Popp                                    | Deutschland             | 2016 |